# Višnjica (Vrgorac)
Višnjica falu Horvátországban, Split-Dalmácia megyében. Közigazgatásilag Vrgorachoz tartozik.

## Fekvése
Makarskától légvonalban 24, közúton 32 km-re délkeletre, községközpontjától 9 km-re délnyugatra Közép-Dalmáciában, az A1-es autópályától délre fekszik.

## Története
Višnjica neve meggyfákkal benőtt területet jelöl. A település valószínűleg török uralom végével a 17. század végén 1690 körül a környező településekkel együtt népesült be. A betelepülők ferences szerzetesek vezetésével főként a szomszédos Hercegovinából érkeztek. A lakosság főként földműveléssel és állattartással foglalkozott. Lakossága kezdetben a vrgoraci plébániához tartozott, 1746-ban azonban Stjepan Blašković püspök megalapította az önálló ravčai plébániát, melynek a település is része lett. A velencei uralomnak 1797-ben vége szakadt és osztrák csapatok vonultak be Dalmáciába. 1806-ban az osztrákokat legyőző franciák uralma alá került, de Napóleon lipcsei veresége után 1813-ban újra az osztrákoké lett. 1880-ban 77, 1910-ben 139 lakosa volt. 1910-ig Ravča településrésze volt. 1918-ban az új Szerb-Horvát-Szlovén Állam, majd később Jugoszlávia része lett. A település a háború után a szocialista Jugoszláviához került. 1991 óta a független Horvátországhoz tartozik. Lakossága évtizedek óta folyamatosan csökken, 2011-ben már csak 14 lakosa volt.

## Lakosság
| Lakosság változása | Lakosság változása | Lakosság változása | Lakosság változása | Lakosság változása | Lakosság változása | Lakosság változása | Lakosság változása | Lakosság változása | Lakosság változása | Lakosság változása | Lakosság változása | Lakosság változása | Lakosság változása | Lakosság változása | Lakosság változása |
| ------------------ | ------------------ | ------------------ | ------------------ | ------------------ | ------------------ | ------------------ | ------------------ | ------------------ | ------------------ | ------------------ | ------------------ | ------------------ | ------------------ | ------------------ | ------------------ |
| 1857               | 1869               | 1880               | 1890               | 1900               | 1910               | 1921               | 1931               | 1948               | 1953               | 1961               | 1971               | 1981               | 1991               | 2001               | 2011               |
| 0                  | 0                  | 77                 | 119                | 131                | 139                | 0                  | 0                  | 128                | 117                | 94                 | 74                 | 55                 | 36                 | 19                 | 14                 |

(1857-ben, 1869-ben, 1921-ben és 1931-ben lakosságát Ravčához számították.)